# Dornești, Suceava
Dornești (în maghiară Hadikfalva, în germană Kriegsdorf) este satul de reședință al comunei cu același nume din județul Suceava, Bucovina, România.
Satul se află pe malurile râului Suceava. Cel mai apropiat oraș important este Rădăuți care este situat la circa 7 km de Dornești.